# Antoine de Monaco (seigneur)
Pour les articles homonymes, voir Antoine de Monaco et Antoine Grimaldi.
Antonio Grimaldi (13??–1358), est co-seigneur de Monaco de 1352 à 1357. Il est le frère benjamin de Rainier Ier de Monaco. Il règne conjointement avec son neveu Charles Ier de Monaco et les fils de ce dernier, Rainier II de Monaco et Gabriel de Monaco.
Il épouse Antonia Spinetti.

## Armoiries
| Blason | Blasonnement : Fuselé d'argent et de gueules. |